# Alexandre Piédagnel
 (août 2017).
Si vous disposez d'ouvrages ou d'articles de référence ou si vous connaissez des sites web de qualité traitant du thème abordé ici, merci de compléter l'article en donnant les références utiles à sa vérifiabilité et en les liant à la section « Notes et références ».
François Alexandre Piédagnel, né le 27 décembre 1831 à Cherbourg, et mort le 12 septembre 1903 à Neuilly-sur-Seine, est un journaliste et écrivain français.

## Biographie
Piédagnel était un ami de Stéphane Mallarmé et de Catulle Mendès. Grâce à eux, il put entrer en contact avec d'autres Parnassiens et avec l'éditeur Alphonse Lemerre qui l’invita à collaborer à la célèbre anthologie Le Parnasse contemporain.
Officier d'administration de la marine, il fut secrétaire de l'écrivain et critique dramatique Jules Janin de 1855 jusqu'à sa mort en 1874. Il vécut vingt ans auprès de lui et lui consacra un livre.
Il s’intéressa entre autres à l'art contemporain et publia en 1876 la première monographie sur son ami le peintre Jean-François Millet et sur l'école de Barbizon.
En plus de sa propre œuvre littéraire, Piédagnel s’est distingué comme journaliste et comme éditeur. Il a été rédacteur en chef à la Librairie des bibliophiles. On lui doit une des premières recensions des Amours jaunes, de Tristan Corbière, parue dans La Revue de France, en octobre 1873. Cette chronique, très favorable, montre une étonnante réceptivité face à une œuvre difficile et qui n'allait guère être connue avant Les Poètes maudits de Verlaine, en 1884.
Il a publié également sous les pseudonymes de Henri Vernon et de Gaston de Cercy.
Comme poète, il a été couronné par l'Académie française à deux reprises dont le prix Maillé-Latour-Landry en 1876.
Sa conduite exemplaire pendant une épidémie de fièvre jaune à bord du « Tonnerre » dans le golfe du Mexique lui a valu d'être nommé chevalier de la Légion d'honneur le 12 août 1862. Il a participé à la guerre franco-allemande de 1870-1871.

## Œuvres

### Comme auteur
- Les Ambulances de Paris pendant le siège (1870-1871), Librairie générale, Paris, 1871.
- Avril (poésies), Isidore Liseux, Paris, 1877.
- Un bouquiniste parisien, le père Lécureux, Lemerre, Paris, 1878.
- En route (poésies), Librairie Fischbacher, Paris, 1885.
- Ici (poèmes), 1882.
- Jadis (souvenirs et fantaisies), Isidore Liseux, Paris, 1886 (illustré par Marcel d'Aubépine).
- Jean-François Millet. Souvenirs de Barbizon, Cadart, Paris, 1876 (lire en ligne).
- Jules Janin. 1804-1874, Paris, Librairie des bibliophiles, 1874 (lire sur Wikisource).

### Comme éditeur
- Charlotte Aïssé, Lettres à Mme Calandrini, Jouaust, Paris, 1878.
- Bernard de Bonnard, Œuvres choisies. Librairie des Bibliophiles, Paris, 1886
- Jean Dorat, Œuvres choisies, Librairie des bibliophiles, Paris, 1888.
- Xavier de Maistre, Voyage autour de ma chambre, Quantin, Paris, 1882.
- Jean-François Regnard, Œuvres, Lemerre, Paris, 1887/88 (2 vol.).
- Hégésippe Moreau, Chansons, Jouaust, Paris, 1883.
- Jacques-Henri Bernardin de Saint-Pierre, La Chaumière indienne suivie du Café de Surate, Jouaust, Paris, 1875.
- Jacques-Henri Bernardin de Saint-Pierre, Paul et Virginie, Liseux, Paris, 1879.